# Winfried Pickart
Winfried Pickart (* 30. Mai 1950 in Ronneburg/Thüringen) ist ein ehemaliger deutscher Politiker (CDU).

## Leben
Winfried Pickart absolvierte eine Lehre als Facharbeiter für Wasserbautechnik und studierte von 1968 bis 1971 an der Ingenieurschule für Wasserwirtschaft in Magdeburg. Danach arbeitete er in der Oberflußmeisterei Gera. Ab 1976 leitete Winfried Pickart die Abteilung für Verkehr, Energie, Umweltschutz und Wasserwirtschaft beim Rat des Kreises Gera. Im Jahr 1977 wechselte er in den Rat der Stadt Gera, wo er bis 1985 Leiter der Abteilung Energie-, Verkehrs- und Nachrichtenwesen war. Anschließend war er beim Rat des Bezirkes Gera zunächst für das Erholungswesen und von 1986 bis 1989 für die Abteilung Umweltschutz und Wasserwirtschaft zuständig.
Er war vom 15. Januar 1990 bis April 1990 im Ministerium für Naturschutz, Umweltschutz und Wasserwirtschaft der Stellvertreter des Ministers für internationale Zusammenarbeit. In dieser Funktion wurde er mit Beschluss des Ministerrates mit Wirkung vom 25. Januar 1990 zum Beauftragten der Regierung der Deutschen Demokratischen Republik für die Vereinbarung zwischen der Regierung der DDR und der Regierung der Bundesrepublik Deutschland über die weitere Gestaltung der Beziehungen auf dem Gebiet des Umweltschutzes berufen. Gemeinsam mit Bundesminister Klaus Töpfer besiegelte er die Deutsch-Deutsche Umweltkommission und sicherte die Förderung wichtiger Umweltprojekte in industriellen Ballungsgebieten. 
Am 2. Mai 1990 wurde Pickart zum Staatssekretär im Ministerium für Umwelt, Naturschutz, Energie und Reaktorsicherheit der Regierung de Maizière berufen. Mit der Wiedervereinigung Deutschlands endete diese Tätigkeit. Pickart war offizielles Mitglied der Verhandlungsdelegation der DDR zum Vertrag über die Herstellung der Einheit Deutschlands (Einigungsvertrag).

## Veröffentlichungen
- Bildband – Umverlegung Straßenbahn – Hinter der Mauer. Rat der Stadt Gera, 1984, Mn 231/84 V/513
- Bezirks-Umweltkonferenz Gera. Referat W. Pickart, Mitglied des Rates des Bezirkes für Umweltschutz und Wasserwirtschaft, 14. Sept. 1989, Broschüre V-5-2 M/371/89 1818
- 3. Internationale Nordsee Konferenz, Den Haag – Grundsatzerklärung der DDR zur Verbesserung des Qualitätszustandes der Nordsee, QSR 7. März 1990
- Action for a Common Future – Grundsatzerklärung für die Regierung der DDR zum ökologischen Umbau und Schutz der Umwelt, Norwegen, Bergen, 8. Mai 1990
- Strategiekonzept-Verwaltungsorganisation für ein gesamtdeutsches Ministerium für Umweltschutz einschließlich Stellenausstattung, MUNER Berlin, 20. Juli 1990
- Musis*Sacrum – 100 Jahre Theaterhaus Gera 1902–2002. Theater Altenburg-Gera, 2002, S. 245.
- Über Gera nach Berlin und Bonn – Stationen meines Lebens. Eigenverlag, Hartmannsdorf 2001, ISBN 3-00-008618-8.
- Bundesgartenschau 2007 Gera und Ronneburg – Eine Region verändert sich. Verlag Winfried Pickart, 2007, ISBN 978-3-00-021282-6.
- Laudatio zur Eröffnung der Ausstellung – 20. Jahrestag der Unterzeichnung des Einigungsvertrages, Kulturbund Gera, Sept. 2010
- Laudatio zur Eröffnung der Ausstellung – 25 Jahre Mauerfall im Kulturbund Gera am 17. November 2014